# اقتصاد لاوس
اقتصاد لاوس هو اقتصاد نامي منخفض الدخل. كونها واحدة من الدول الاشتراكية (إلى جانب الصين وكوبا وفيتنام وكوريا الشمالية)، فإن اقتصاد لاوس يشبه السوق الصيني من خلال الجمع بين درجات عالية من ملكية الدولة والانفتاح على الاستثمار الأجنبي المباشر والملكية الخاصة في إطار السوق الذي يغلب عليه الطابع السوقي.
أنشأت لاوس بعد الاستقلال اقتصاد مخطط على النمط السوفيتي. كجزء من إعادة الهيكلة الاقتصادية التي تهدف إلى دمج لاوس في السوق العالمي، خضعت لاوس لإصلاحات تسمى الآلية الاقتصادية الجديدة في عام 1986 التي شجعت المشاريع الخاصة إلى جانب الشركات المملوكة للدولة. تعد لاوس من بين أسرع الاقتصادات نموًا في العالم، حيث يبلغ متوسط نمو الناتج المحلي الإجمالي 8٪ سنويًا.
على الرغم من النمو السريع، لا تزال لاوس واحدة من أفقر البلدان في جنوب شرق آسيا. تمتلك لاوس موارد طاقة كهرومائية كبيرة؛ تمتلك الدولة أيضًا إمكانات كبيرة للطاقة الشمسية على نطاق ضيق. يتم تصدير الكهرباء الفائضة من الطاقة الكهرومائية إلى بلدان أخرى. ولكن لا تزال الدولة تعتمد أيضًا على الفحم في إنتاج الكهرباء.
احتلت لاوس المرتبة 110 في مؤشر الابتكار العالمي عام 2023. لكنها تراجعت للمركز 111 وفق مؤشر عام 2024.

## الزراعة
تعتبر الزراعة أساس اقتصاد لاوس حيث توظف حوالي 85% من السكان وتساهم بحوالي 51% من الناتج المحلي الإجمالي وتعتمد الزراعة بشكل أساسي علي الأرز، اضطرت لاوس علي الاعتماد علي المساعدات الخارجية والقروض الميسرة من أجل تنمية المنتجات الزراعية التي تشمل الخضروات والبطاط والذرة والبن وقصب السكر والتبغ والقطن والشاي والفول السوداني والارز وتربية الماشية والدواجن، حيث بلغت نسبة القروض والمنح في ميزانية 1999م 20% من إجمالي الناتج المحلي وحوالي 75% من الاستثمارات العامة.
أنتجت لاوس في عام 2019:
- 3.4 مليون طن من الأرز؛
- 3.1 مليون طن من الجذور والدرنات؛
- 2.2 مليون طن من الكسافا؛
- 1.9 مليون طن من قصب السكر؛
- 1.5 مليون طن من الخضار.
- 1.0 مليون طن من الموز؛
- 717 ألف طن ذرة.
- 196 ألف طن من البطيخ.
- 165 ألف طن من القهوة
- 154 ألف طن من القلقاس.
- 114 ألف طن من البطاطا الحلوة.
- 56 ألف طن من التبغ.
- 53 ألف طن من الفول السوداني.
- 46 ألف طن من البرتقال
- 43 ألف طن من الأناناس.
- 23 ألف طن من البابايا.
- 8.6 ألف طن من الشاي.

بالإضافة إلى إنتاج أصغر من المنتجات الزراعية الأخرى.

## السياحة
السياحة هي الصناعة الأسرع نموًا وتلعب دورًا حيويًا في اقتصاد لاوس. فتحت الحكومة لاوس على العالم في التسعينيات، ولا تزال وجهة شهيرة بين السياح.